# Otello (Verdi)
 For alternative betydninger, se Othello.
Otello er titlen på en opera fra 1887 skrevet af Giuseppe Verdi.
Libretto af Arrigo Boito, baseret på Shakespeares tragedie Othello.
Operaen blev opført første gang i Danmark (Det kongelige Teater) i 1898.